# Arcas del Villar
Arcas del Villar – gmina w Hiszpanii, w prowincji Cuenca, w Kastylii-La Mancha, o powierzchni 81,48 km². W 2011 roku gmina liczyła 1414 mieszkańców.